# Eftermiddagste
Eftermiddagste eller blot te er en fællesbetegnelse for flere forskellige måltider. Isabella Beeton, hvis bøger om hjemkundskab var vidt udbredte i 1800-tallet, beskriver eftermiddagste som forskellige former for menuer med "gammeldags te", "te derhjemme", "te med familien" og "high tea". Tetid er det tidspunkt, hvor te-måletidet normalt bliver indtaget, hvilket kan være fra sent på eftermiddagen til tidligt på aftenen, hvilket kan sammelignes med merienda. Te er særligt et måltid, der bliver associeret med Storbritannien, Irland og nogle Commonwealth-lande. Nogle briter omtaler deres hovedmåltid om aftenen som "te" frem fro middag eller aftensmad. Denne artikel omhandler dog forskellige lettere måltider kaldet "te" eller "eftermiddagste".
Som sekundært måltid er tidspunktet for eftermiddagstid blevet ændret i løbet af historien i forhold til aftensmaden. Indtil 1700-tallet blev hovedmåltidet, middagen, indtaget i det tidsrum, som man i dag vil betegne som frokosttid, eller tidligt på eftermiddagen; aftensmad var et let måltid, der lå ud på aftenen. Efterhånden flyttede middagen senere og senere, således at hovedmåltiden omkring 1900-tallet var flyttet til aftentid. De tidligte te-målteder blev ofte indtaget tidligt på aftenen, nogle gange 3-4 timer efter middag, eller endnu senere efter aftensmad eller inden sengetid. Filosofferne Thomas Carlyle og hans kone inviterede gæster til kl 19 til deres teselskaber i 1850'erne, selvom "afternoon tea" inden middag også var blevet en etableret ting på dette tidspunkt.
De mest almindelige bestanddele af eftermiddagste er teen selv samt kage, småkager, kiks, scones, brød og marmelade og nogle gange sandwich; dette er hvad der indgår i "traditionel afternoon teat", der bliver tilbudt på flere dyre hoteller i London. Hvis eftermiddagste foregår i private rammer kan andre typer drikke og mad også indgå.

## Afternoon tea
Afternoon tea er et let måltid, der normalt bliver indtaget mellem ca. kl 15:30 og 17.
Traditionen stammer fra den rige samfundsklasse i 1840'ernes Storbritannien, i takt med at middagen flyttede senere på dagen. Anna Maria, hertuginde af Bedford, bliver ofte krediteret for at have opfundet afternoon tea i England som et måltid sent på eftermiddagen mens hun besøgte Belvoir Castle i Leicestershire. I slutningen af 1800-tallet havde afternoon tea udviklet sig til sin nuværende form, og kunne ses i både overklassen og middelklassen. Det var blevet allestedsnærværende, selv i små isolerede landsbyer som det beskrives i Lark Rise to Candleford, hvor en person serverer hvad hun kalder "gæstete" til sin udlejer: "bordet var dækket… der var det bedste testel med en stor lyserød rose på hver side af koppen; hjerter af salat, tyndt brød og smør, og sprøde små kager der var blevet bagt samme morgen."
For overklassen blev afternoon tea serveret med tyndtskåret brød med smør, delikate sandwich (normalt med agurkesandwich eller æg og karse) og normalt med kager og bagværk (som Battenbergkage, shortbread, eller Victoria sponge). Scones (med clotted cream og marmelade) kan også vær en del af serveringen (hvis det er cream tea). sandwichene bliver normalt lavet uden skorpe og skåret i små stykke; enten som trekanter eller som aflange firkanter. Der bliver normalt ikke serveret småkager og kiks. Disse traditioner er fortsat op til moderne tid
I moderne te er afternoon tea normalt en mere special begivenhed, der ofte bliver indtaget på et hotel eller lign. Maden bliver normalt sereveret på en étagère. I nogle tilfælde bliver der ikke sereveret sandwich, men brød eller scones med smør og marmelade, eller toast og muffins. Nogle gange bliver der serveret champagne eller lginende alkohol til afternoon tea.
Et mindre formelt etablissement, hvor der kan serveres afternoon tea kaldes et tehus, der minder om en café. Disse er almindelige i Storbritannien, men der er blevet færre af dem siden anden verdenskrig. Lyons Corner Houses var en succesfulde kæde af denne type etablissementer, der spillede en vigtig rolle i at give victorianske kvinder bedre muligheder.